# Marzano Appio
Marzano Appio är en ort och kommun i provinsen Caserta i regionen Kampanien i Italien. Kommunen hade 2 224 invånare (2017).